# Staro Lanište
Staro Lanište (cyr. Старо Ланиште) – wieś w Serbii, w okręgu pomorawskim, w mieście Jagodina. W 2011 roku liczyła 460 mieszkańców.